# Idaea puteria
Idaea puteria là một loài bướm đêm trong họ Geometridae.